# Мороувил (Канзас)
Мороувил (енгл. Morrowville) град је у америчкој савезној држави Канзас.

## Демографија
По попису из 2010. године број становника је 155, што је 13 (-7,7%) становника мање него 2000. године.
| Група             | 2000.       | 2010.       |
| Белци             | 165 (98,2%) | 153 (98,7%) |
| Афроамериканци    | 0 (0,0%)    | 0 (0,0%)    |
| Азијати           | 0 (0,0%)    | 0 (0,0%)    |
| Хиспаноамериканци | 1 (0,6%)    | 0 (0,0%)    |
| Укупно            | 168         | 155         |